# Grupo Pioneiro

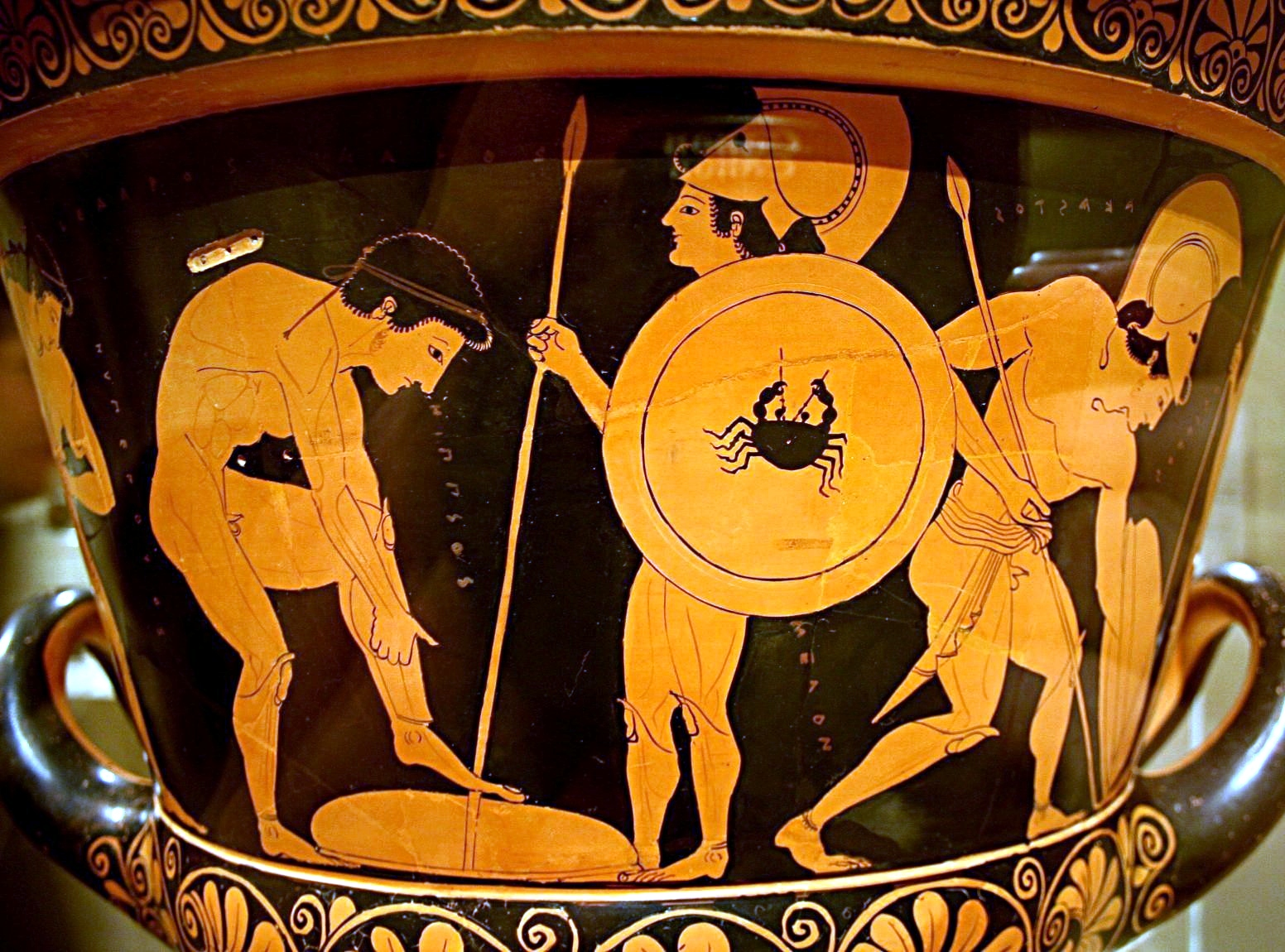
Cratera por Eufrônio.

O Grupo Pioneiro foi um grupo de pintores de figuras vermelhas em vasos gregos que trabalharam em Cerâmico, o local dos ceramistas em Atenas no século V a.C. John Boardman os caracterizou como talvez o primeiro movimento artístico consciente na tradição ocidental. O grupo englobava os pintores Eufrônio, Eutimides, Smikros, Hypsias, o Pintor Dikaios e Fíntias. 
O grupo foi inovador na técnica de pintura com figuras vermelhas mas logo começou a desenvolver a técnica de vasos bilíngües (com figuras vermelhas e negras).